# 232P/Hill
232P/Hill è una cometa periodica appartenente alla famiglia delle comete gioviane.
Inizialmente fu scoperta il 12 dicembre 1999 dal programma di ricerca astronomica LINEAR e ritenuta un asteroide e, come tale,  ricevette una denominazione destinata ad asteroidi, 1999 XO188; quasi quattro anni dopo fu pubblicata la sua orbita..
Il 18 novembre 2009 l'astronomo statunitense Richard Erik Hill scopriva la sua decima cometa, denominata inizialmente C/2009 W1 (Hill) e dal 16 dicembre 2009 P/2009 W1 (Hill) a seguito della scoperta dell'ellitticità della sua orbita. Il giorno dopo veniva reso pubblico che l'astrofilo italiano Francesco Manca aveva ipotizzato che la cometa non fosse altro che il ritorno al perielio dell'asteroide 1999 XO188; lo stesso giorno l'identità tra i due oggetti celesti veniva accertata e pubblicata assieme a osservazioni di prescoperta della cometa stessa.